# María Mercedes Álvarez Pontón
María Mercedes Álvarez Pontón (Revilla de Camargo, Cantabria, 20 de julio de 1976) es una amazona española que compite en la prueba de raid o carrera de larga distancia. 
Compite con un caballo capón pura sangre bayo de raza árabe nacido en 1995 en Francia y cuyo nombre es Nobby. Reside tanto en España como en Dubái (EAU), lugar donde entrena con el equipo Juma's Team.
Ha sido dos veces campeona en los Mundiales de Raid: en Terengganu 2008 y en Lexington 2010, este último en el marco de los Juegos Ecuestres Mundiales. En los Europeos de Raid ha conseguido la medalla de oro en 2009 y 2011 y la de bronce en 2007.

## Palmarés internacional
| Año  | Evento             | Sede                        | Puesto           | Categoría       |
| ---- | ------------------ | --------------------------- | ---------------- | --------------- |
| 2007 | Campeonato Europeo | Baroca d'Alva ( Portugal)   |                  | Raid individual |
| 2007 | Campeonato Europeo | Baroca d'Alva ( Portugal)   | Raid por equipos |                 |
| 2008 | Campeonato Mundial | Terengganu ( Malasia)       |                  | Raid individual |
| 2009 | Campeonato Europeo | Asís ( Italia)              |                  | Raid individual |
| 2009 | Campeonato Europeo | Asís ( Italia)              | Raid por equipos |                 |
| 2010 | Campeonato Mundial | Lexington ( Estados Unidos) |                  | Raid individual |
| 2011 | Campeonato Europeo | Florac ( Francia)           |                  | Raid individual |
| 2011 | Campeonato Europeo | Florac ( Francia)           | Raid por equipos |                 |